# 中村地里
中村 地里（なかむら ちさと）は、北海道釧路市出身の漫画家。女性。夫は、同じく漫画家のねぐら☆なお。
デビュー作は『ウィンディ・コネクション』。代表作は角川書店の少女漫画雑誌『ASUKAファンタジーDX』誌上で連載していた田中芳樹原作の『アルスラーン戦記』。自他ともに認める田中小説フリークであり、「アルスラーンを好きな方に描いてもらいたい」という田中芳樹の希望により選ばれた。現在はロマンス小説の漫画化を中心に活動している。

## 作品リスト

### 漫画作品
- アルスラーン戦記 全13巻 あすかコミックスDX（角川書店／原作:田中芳樹）
- 白銀の魔狼
  - 続・白銀の魔狼
- 銀のキメイラ
  - 新・銀のキメイラ - 未完
- 黒い瞳の誘惑
- シリーズ皇牙＆竜牙

#### 長編ロマンスコミックス
- トラブルは恋のはじまり（原作:ダイアナ・モーガン）
- 君に捧ぐ愛の指輪（原作:ケイ・ロビンス）
- 理想の妻のたくらみは（原作:エリザベス・ボイル）
- とらわれの愛～侯爵と男装の令嬢～（原作:バーバラ・カートランド／コミックス描きおろし作品）
- 恋するドレスメーカー（原作:リー・ウイリアムズ）
- 過ちのキスは謎の香り（原作:エリザベス・ボイル）
- 翡翠の女神の甘い誘惑（原作:ジェニファー・アポダカ／コミックス描きおろし作品）
- 二度目の恋のお相手は（原作:シェリル・ウッズ）
- 御曹司の野蛮な純情（原作:ジャネット・デイリー／コミックス描きおろし作品）
- 南十字星の下で誓って（原作:ナンシー・ジョン）
- とまどい～還ってきた伯爵～（原作:リサ・クレイパス／コミックス描きおろし作品）
- あなたという仮面の下は（原作:エリザベス・ホイト／コミックス描きおろし作品）
- 罠に落ちた伯爵～レディ・チェビントンの策略～（原作:バーバラ・カートランド）
- 金の薔薇と船上の恋（原作:リサ・ムーア）
- 大富豪と結婚しない理由（原作:ロビン・ケイ）